# Serin des Canaries
Serinus canaria
Pour les articles homonymes, voir Canari (homonymie).
Espèce
Statut de conservation UICN

 LC  : Préoccupation mineure
Le Serin des Canaries (Serinus canaria) est une espèce de passereau de la famille des fringillidés. Ses variétés domestiquées sont familièrement appelées Canaris, car il est originaire des îles Canaries (ainsi que d'autres îles de Macaronésie). 
À l'origine, il possède un plumage marbré de vert et de brun, ce qui lui permet de se camoufler dans les arbres de son environnement naturel. Il est cousin du Serin cini (Serinus serinus) avec lequel il partage de nombreux gènes communs et dont les croisements produisent des hybrides fertiles. Il est également génétiquement très proche de plusieurs variétés de tarins (Spinus sp.) et tout particulièrement du tarin rouge du Venezuela (Spinus cucullatus),  lequel a permis la fixation du facteur rouge chez tous les Canaris domestiques présentant cette couleur. Le Serin des Canaries est le symbole animal des îles Canaries.

## Description
Le Serin des Canaries est à l'origine de toutes les variétés de canaris.
Le Serin des Canaries mesure environ 12,5 cm et présente un dimorphisme sexuel :
- le mâle a un plumage à dominante verte avec les joues, la nuque et le cou arborant des reflets grisâtres, les flancs légèrement striés de brun noir, le croupion vert jaunâtre, les ailes et la queue vert brunâtre, plus pâles aux bords ;
- la femelle est plus sombre avec les côtés de la poitrine striés de gris et les ailes nettement plus claires sur les bords.

Les deux sexes ont les yeux marron, le bec et les pattes gris foncé.

## Répartition
Cette espèce est endémique des îles Canaries, de Madère et des Açores. Elle a été introduite aux Bermudes entre 1870 et 1930 et on l’a retrouvé actuellement sous la dénomination de canaris.

## Habitat
Le Serin des Canaries fréquente les lisières de forêts, les régions boisées, les broussailles, les buissons, les jardins, les vignobles et les plantations d’arbres fruitiers, surtout les figuiers. Sa présence a été signalée dans des eucalyptus importés d’Australie et il est aussi inféodé à d’autres genres d’arbres sempervirents comme les pins et les lauriers. Il fréquente les abords des cultures de basse altitude, les vergers, les jardins, les vallées sèches (barancos), les formations de lauriers, les boisements ouverts et les flancs des montagnes couverts de broussailles et de forêts de pins, du niveau de la mer à 1700 m (Ottaviani 2011).

## Voix
Svensson et al. (2004) ont transcrit le contact par un ti-ti-tuyrr tremblant et légèrement ascendant et rythmé, un dehuit montant, un tiuyh descendant ou un tvi-vi-vi-vi argentin, rappelant le cri du serin cini. Ils ont décrit le chant comme rappelant celui du chardonneret avec des sons nasillards, des gazouillis rapides, des trilles sourds et de nombreuses notes aiguës.

## Nidification

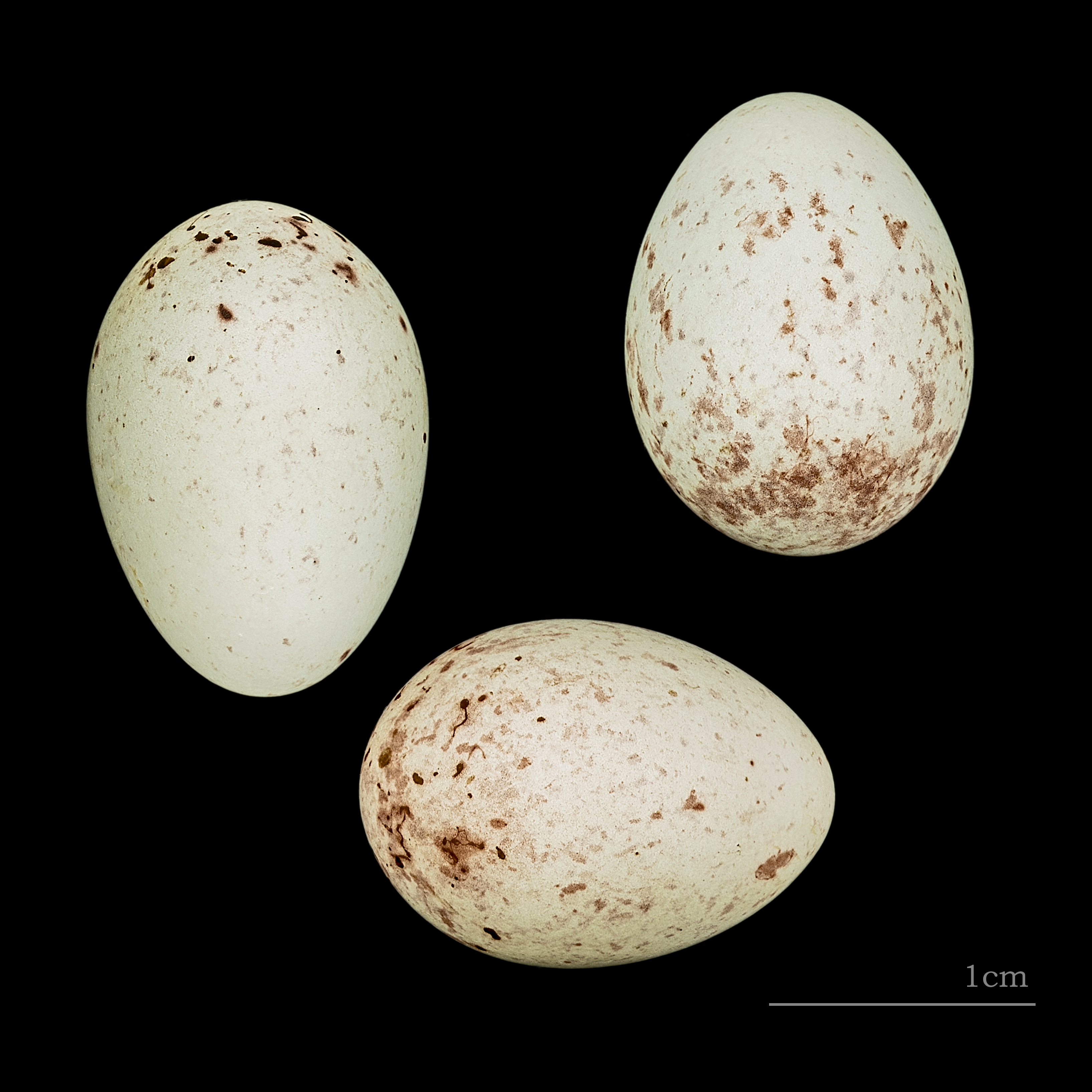
Œufs de Serinus canaria canaria - Muséum de Toulouse

Pour les observer, il faut visiter les vergers au début du printemps. Les serins arborent alors un beau plumage et les mâles chantent de toutes parts. C’est dans les terres cultivées qu’ils sont les plus abondants. Les petits arbres, les buissons et les arbres fruitiers leur sont indispensables lorsque la période de reproduction approche. Ceux de la zone côtière semblent avoir des œufs vers fin-mars alors que ceux qui vivent en montagne ne pondent pas avant juin ou même juillet.
Le nid de racines, ramilles et mousse est tapissé intérieurement de duvet végétal. Il est placé à moyenne ou grande hauteur dans un buisson ou un arbre feuillu, plus rarement dans un palmier. Il contient de trois à cinq œufs verdâtres marqués de brun foncé.

## Biologie de reproduction
Voigt et al. ont mené en 2003 une importante étude génétique sur une population établie sur l’îlot inhabité Chão, dans l’archipel de Madère (c’est l’une des îles Désertes situées à 24 km au sud-est de Madère). Ils ont montré que, chez cette espèce monogame, les soins biparentaux sont essentiels pour la survie des jeunes. Les analyses génétiques ont prouvé l’absence de nichées extra-parentales sur 15 groupes familiaux comprenant 45 jeunes, les femelles rejetant fermement les avances des autres mâles. Ces analyses ont également révélé une faible variation génétique, similaire à celle trouvée chez la plupart des espèces continentales. Les auteurs concluent que les femelles évaluent la qualité des mâles dans une période en dehors de la saison de reproduction puis affinent leur choix selon des critères de préférence acquis au cours de cette vie communautaire. Toujours sur l’îlot Chão, Voigt & Leitner (1998) ont signalé que les serins sont sédentaires mais constituent des groupes mixtes en dehors de la saison de reproduction. Leitner et al. (2001) ont montré que le choix du mâle par la femelle a lieu au cours de cette période de mixité puis les couples restent unis jusqu’à la saison de nidification suivante, ce qui suggère un faible taux de séparation des couples. Ils ont également mis en évidence des différences individuelles dans la structure du chant du mâle déjà émis en automne. Le mâle à chant automnal plus élaboré est un bio-indicateur qui témoigne de sa qualité de chanteur lors de la reproduction. Leitner et al. (2003) ont aussi révélé une certaine plasticité de la reproduction, les couples étant capables de modifier le moment de la nidification, indépendamment des conditions naturelles de durée d’exposition à la lumière, pour le faire coïncider avec les meilleures conditions écologiques.

## Systématique
L'espèce Serinus canaria a été décrite par le naturaliste suédois Carl von Linné en 1758, sous le nom initial de Fringilla canaria.
D'après le Congrès ornithologique international, c'est une espèce monotypique.

### Synonymie
- Fringilla canaria Linnaeus, 1758 protonyme